# Port lotniczy Benito Salas
Port lotniczy Benito Salas (IATA: NVA, ICAO: SKNV) – port lotniczy położony w Neiva, w departamencie Huila, w Kolumbii.